# Erhard Schäfer (Politiker, 1937)
Erhard Schäfer (* 26. März 1937 in Voßwinkel) ist ein deutscher CDU-Kommunalpolitiker.

## Ausbildung und Beruf
Nach der Volksschule machte Schäfer zunächst eine Lehre als technischer Zeichner. Danach studierte er Maschinenbau und Elektrotechnik und war von 1958 bis 1975 als Konstrukteur tätig. Von 1975 bis 1983 war er leitender Angestellter in einer Maschinenfabrik. Danach machte er sich mit einem Konstruktionstechnikbüro selbstständig und betrieb dieses bis zum Ruhestand im Jahr 2009.

## Familie
Erhard Schäfer ist verheiratet und hat vier Kinder. Er wohnt in Holzen.

## Politik und ehrenamtliche Tätigkeiten
Seit 1969 gehört Erhard Schäfer der CDU an. Im Jahr 1972 trat er der Christlich-Demokratische Arbeitnehmerschaft bei. Er war von 1994 bis 2009 Mitglied des Kreistages des Hochsauerlandkreises und dort von 2000 bis 2009 stellvertretender Landrat. Von 1975 bis 1985 war er sachkundiger Bürger im Rat der Stadt Arnsberg.
Seit 2001 ist Schäfer Mitglied der schottischen Partnerschaftsvereinigung „West Lothian-Hochsauerlandkreis“ und war dort von 2004 bis 2013 dessen Vorsitzender. Zudem übte er in verschiedenen örtlichen Vereinen und Institutionen Ehrenämter aus.

## Ehrungen
Für seine Verdienste im kommunalpolitischen Bereich erhielt Erhard Schäfer 2018 die Verdienstmedaille des Bundesverdienstkreuzes.